# Heinrich Robert van Eyken
Heinrich Robert van Eyken (en neerlandès antic Eijken) (Elberfeld, 19 de juliol de 1861 - Berlín, 28 d'agost de 1908) fou un compositor alemany d'ascendència neerlandesa.
Fou deixeble de Papperitz en el Conservatori de Leipzig i d'en Herzogenberg en l'Acadèmia de Berlín.
La seva obra de compositor comprèn principalment obres corals i grans lieder amb acompanyament d'orquestra, entre els quals destaquen per la perfecció de la forma i l'altura d'idees els titulats;
- Judiths Siegesgesang, per a contralt;
- Ikarus, per a baríton;
- Schmied Schmerz;
- Lied der Walküre;
- Stille Trostung.